# Représentativité syndicale en France
La représentativité syndicale est la capacité, pour des organisations syndicales de salariés, de parler au nom de ces derniers. La reconnaissance de cette capacité permet en particulier aux organisations de négocier et de signer, avec l'employeur ou les représentants du patronat, des accords s'appliquant à l'ensemble des salariés d'une entreprise, d'une branche d'activité au niveau local ou national, ou encore à tous les salariés de l'ensemble des secteurs d'activité.
La situation française a été pendant plus de 50 ans marquée par l'empreinte de l'état des forces syndicales à la Libération. De 1944 aux années 2000, seules cinq confédérations syndicales bénéficiaient d'une présomption irréfragable de représentativité au niveau national interprofessionnel. La loi du 20 août 2008 a modifié ce statu quo.
La participation aux élections professionnelles est devenue un baromètre de représentativité majeur qui permet aux syndicats de salariés de peser dans les négociations avec leurs employeurs.
De manière générale, le taux de syndicalisation en France est très bas en comparaison avec d'autres pays, où se syndiquer permet de bénéficier des accords collectifs obtenus par les syndicats. En 2012, avec un taux de syndicalisation de 7,7 %, la France est le troisième pays le moins syndicalisé de l'OCDE, et le dernier au niveau de l'Union européenne (8 %). Selon une étude du ministère du Travail publiée en 2023, le taux global de syndicalisation, public et privé confondus, est passé de 11 % à 10,3 % entre 2013 et 2019. Il est tombé sous les 8 % dans le privé, pour une population active évaluée à 26,9 millions (Insee, 2019).
Les cinq organisations représentatives sont la CFDT, la CGT, FO, la CFE-CGC et la CFTC.

## Origines de la représentativité en France

### La genèse
La notion juridique de représentativité en matière syndicale a pour origine un texte international : les dispositions du traité de Versailles relatives à la création de l'Organisation internationale du travail prévoient que les États membres s'engagent à désigner, pour la Conférence générale, « les délégués et conseillers techniques non gouvernementaux en accord avec les organisations professionnelles les plus représentatives. »
En France, le décret du 31 janvier 1921 relatif à la réorganisation du Conseil supérieur du travail crée une distinction entre les syndicats en fonction de leur nombre d'adhérents.
Cependant, il faut attendre 1936, et notamment le vote de la loi du 24 juin 1936, qui limite aux seules organisations syndicales les plus représentatives la possibilité de signer des conventions collectives, pour que cette notion devienne prépondérante.

### La situation de l'après-guerre
La loi du 23 décembre 1946 organise un retour aux principes de la loi de 1936 qui avaient été remis en cause par les décrets-lois de l'État français. Elle maintient le monopole de négociation des organisations syndicales les plus représentatives.
La représentativité des syndicats est ensuite définie par la loi en 1950. Elle est alors déterminée d'après les critères suivants :
- les effectifs ;
- l'indépendance ;
- les cotisations ;
- l'expérience et l'ancienneté du syndicat ;
- l’attitude patriotique pendant l'Occupation.

Ces critères seront inscrits dans le code du travail jusqu'en 2008.
Pour la négociation des conventions collectives de travail, une première liste de syndicats représentatifs avait été fixée en 1948 (par un arrêté du président du conseil des ministres et du ministre du travail). Étaient, à l'époque, considérées comme les plus représentatives les organisations syndicales nationales de salariés affiliées aux confédérations suivantes : 
- Confédération générale du travail ;
- Confédération générale du travail - Force ouvrière ;
- Confédération française des travailleurs chrétiens ;
- Confédération générale des cadres.

Elle a été actualisée par l'arrêté du 31 mars 1966 pour prendre acte de la scission de la CFTC en 1964 avec la transformation en CFDT et la création d'une CFTC « maintenue ».

CGT
CFTC
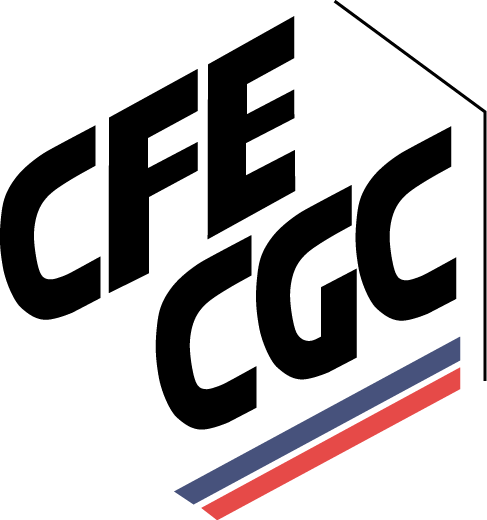
CFE - CGC
CGT - FO
CFDT

En 1968, la loi a permis à tout syndicat affilié à une organisation représentative sur le plan national, « considéré comme représentatif dans l'entreprise », de désigner un délégué syndical dans les structures de plus de 50 salariés.
L’objet de l'arrêté de 1966 visait la négociation des conventions collectives ; celui de la loi de 1968, l'exercice du droit syndical en entreprise. En 1983, un arrêt de la cour de cassation a précisé que les organisations syndicales déclarées représentatives sur le plan national bénéficient d'une présomption irréfragable de représentativité dans les entreprises lors des élections.

### Problèmes posés par la présomption de représentativité
Les structures syndicales s'étant constituées postérieurement à la fin du XXe siècle rencontrent des problèmes au quotidien, car elles ne bénéficient pas de la présomption de représentativité : cela les exclut de diverses instances syndicales où ne peuvent siéger que des syndicats « représentatifs », et donc complique leur activité.
C'est pourquoi l'UNSA a attaqué l'arrêté du 31 mars 1966 sur la base de son score de plus de 5 % aux élections prud'homales de 2002, mais elle a été déboutée en 2004.

### Débats ayant amené à la réforme de 2008
Le rapport réalisé par Raphaël Hadas-Lebel, à la demande du premier ministre, lui a été remis en mai 2006 et porte sur la représentativité et le financement des organisations professionnelles et syndicales. Le rapport élabore plusieurs pistes pour réformer le système actuel, les pistes portant sur un système de présomption irréfragable qui ne jouerait plus à tous les niveaux, sur une représentativité établie par le vote et sur la simplification du système de validité des accords.
Dans son avant-projet rendu public le 25 septembre 2006, le Conseil économique et social propose que la représentativité ne soit établie que sur la seule audience électorale des syndicats, et ainsi de mettre fin à la présomption irréfragable de représentativité accordée à cinq organisations syndicales. Les auteurs proposent d'accorder un statut de « représentativité nationale » aux organisations obtenant plus de 5 % aux élections prud'homales.
La CFDT objecte le risque de créer une sorte de démocratie d'opinion, plus basée sur l'image d'un syndicat que sur sa réelle activité sur le terrain et propose donc de se fonder sur l'audience dans les branches professionnelles.
La partie du rapport concernant la représentativité des organisations patronales fait le constat qu'« aucun texte ni critère ne fixe les conditions de représentativité des organisations d'employeurs », précisant aussi que, dans ce cas, il n'est pas possible de se baser sur les élections prud'homales puisque les organisations d'employeurs font liste commune.
Un projet de réforme est validé avec 18 voix contre 4 par une commission du Conseil économique et social et le rapport se présente comme un prémisse à la réforme de 2008.
Une position commune sur la représentativité syndicale est signée par la CGT, la CFDT, le MEDEF et la CGPME (refus de la CFE-CGC, de la CFTC et de la CGT-FO, côté salariés, et de l'UPA, côté patronat). Elle conforte la présence dominante de la CFDT et de la CGT mais fragilise la CFE-CGC et la CFTC qui pourraient ne plus être reconnues comme représentatives au niveau national quand bien même elles le seraient dans certaines entreprises ou certaines branches. Force ouvrière resterait représentative au niveau national mais pas dans certaines entreprises. Quant à l'UNSA et à Solidaires, leur représentativité interprofessionnelle pourrait être difficile à obtenir du fait de leur absence dans de nombreuses entreprises et branches.
Pour les non signataires de la « position commune », ce texte est dangereux pour la démocratie syndicale puisqu'il ne tient compte que des élections en entreprise. Or, aujourd'hui, 50 % des salariés français ne votent pas à des élections professionnelles du fait de la taille de leur entreprise. Une élection nationale, du type des prud'homales, aurait permis à tous les travailleurs (chômeurs et jeunes retraités compris) de voter pour le syndicat de leur choix, qu'il soit présent ou non dans leur entreprise.
La « position commune » a été transposée dans un projet de loi présenté par le gouvernement et débattu au parlement à l'été 2008. Après la saisine et l'avis du conseil constitutionnel, la loi adoptée a été publiée au Journal officiel le 21 août 2008.

## La réforme de 2008
La loi du 20 août 2008 supprime la représentativité irréfragable et institue de nouveaux critères. 
Il n'y a pas de vérification préalable de la représentativité. La loi n'ayant pas modifié les règles de contentieux sur la représentativité, en cas de litiges c'est le tribunal d'instance qui doit être saisi et qui devra vérifier si tous les critères sont effectivement remplis.
Désormais la représentativité des organisations syndicales est reconnue sur la base de critères communs qui ont été réactualisés et adaptés aux niveaux de l'entreprise, de la branche et de l'interprofessionnel.
Toutefois, à titre transitoire, des présomptions simples de représentativité sont maintenues Ainsi, la représentativité des syndicats, issue de l'arrêté du 31 mars 1966 ou d'une décision d'un tribunal d'instance, a été maintenue après la promulgation de la loi du 20 août 2008, pour les entreprises déjà pourvues d'instances représentatives du personnel, jusqu'à l'organisation de nouvelles élections professionnelles. Cette disposition concernait également les entreprises qui avaient commencé à négocier le protocole électoral avant la promulgation de la loi.

## Changements depuis 2008
La loi du 5 juillet 2010 apporte des nouvelles dispositions à la représentativité syndicale. Cela se traduit en décembre 2014, pour la première fois, des élections professionnelles dans la fonction publique française rassemblant l'ensemble des fonctionnaires le même jour. 
En 2014, les élections prud'homales sont supprimées. Elles sont remplacées par une nomination des conseillers prud'hommes par désignation conjointe des ministres de la Justice et du travail.
Le Comité social et économique (CSE) est créé par l'ordonnance n° 2017-1386 du 22 septembre 2017 (dite "ordonnance Macron"), relative à la nouvelle organisation du dialogue social et économique dans l'entreprise et favorisant l'exercice et la valorisation des responsabilités syndicales. Il succède aux délégués du personnel, comité hygiène sécurité et conditions de travail (CHSCT) et comité d’entreprise, et devient ainsi l'unique institution représentative du personnel dans l'entreprise.
Au sein de la fonction publique, en 2019, le comité social remplace le Comité technique et le CHSCT. Cette instance prend le nom, selon le cas, de comité social d'administration (CSA) dans fonction publique d’État, de comité social territorial (CST) dans la fonction publique territoriale ou de comité social d'établissement (CSE) dans la fonction publique hospitalière.
Les commissions administratives paritaires (CAP) demeurent mais voient par la loi n° 2019-828 du 6 août 2019 leurs régimes modifiés.

## Critères de la représentativité en France
La représentativité d'un syndicat résulte de sept critères légaux qui sont cumulatifs :
1. Le respect des valeurs républicaines ;
2. L'indépendance ;
3. La transparence financière ;
4. Une ancienneté minimale de deux ans dans le champ professionnel et géographique couvrant le niveau de négociation. Cette ancienneté s'apprécie à compter de la date de dépôt légal des statuts ;
5. L'influence, prioritairement caractérisée par l'activité et l'expérience ;
6. Les effectifs d'adhérents et les cotisations.
7. L'audience établie selon les niveaux de négociation conformément aux articles L2122-1, L2122-5, L2122-6 et L2122-9.

Ces critères reprennent ceux de la position commune. Selon les termes de l'exposé des motifs de la loi lors de sa présentation à l'assemblée nationale, ils seront cumulatifs « mais leur ensemble sera apprécié de manière globale, c’est-à-dire que tous les critères devront être remplis mais que leur pondération pourra varier, selon les situations et les niveaux, en fonction de leur importance relative. »

### Respect des valeurs républicaines
Ce nouveau critère remplace celui de l’« attitude patriotique pendant l'Occupation », devenu obsolète.
Selon les organisations signataires de la position commune, le respect des valeurs républicaines implique le respect de la liberté d'opinion, politique, philosophique ou religieuse ainsi que  le refus de toute discrimination, de tout intégrisme et de toute intolérance. Cette définition est reprise dans les communications du ministère du Travail.
Ce critère doit être rapproché d'une jurisprudence de la cour de cassation selon laquelle « un syndicat professionnel ne peut pas être fondé sur une cause ou en vue d'un objet illicite. Il en résulte qu'il ne peut poursuivre des objectifs essentiellement politiques ni agir contrairement aux dispositions de l'article L. 122-45 du code du travail et aux principes de non-discrimination contenus dans la Constitution, les textes à valeur constitutionnelle et les engagements internationaux auxquels la France est partie. »

### Indépendance
Ce critère ancien a été conservé, il oblige les organisations syndicales à être indépendantes de l'employeur mais également de mouvements politiques et religieux.
- L'indépendance vis-à-vis de l'employeur est un élément essentiel pour la légitimité d'un syndicat. L'objectif du critère est d'exclure les syndicats jaunes ou les syndicats-maison, compris dans le sens d'organisations inféodées à l'employeur, des syndicats représentatifs. Selon la jurisprudence, un syndicat ne peut être reconnu représentatif lorsque le juge constate « outre le montant dérisoire des cotisations perçues par ce syndicat, les pressions exercées par l'employeur sur le choix des candidats, la prise en charge par la direction des frais d'avocat du syndicat, la complaisance manifestée par cette même direction à l'égard du représentant dudit syndicat[26]. »

- Une partie prépondérante du syndicalisme français repose sur l'affirmation de l'indépendance syndicale face aux partis politiques (notamment de gauche) et un refus de liens entre le parti et le syndicat tels qu'ils peuvent exister dans le modèle allemand ou anglais. Le syndicat FO a notamment repris à son compte cette affirmation de l'indépendance, proclamée initialement dans la Charte d'Amiens, pour se distinguer de la CGT, jugée trop proche du PCF. Par ailleurs, l'objet exclusif des syndicats professionnels doit être, selon la loi[27], l'étude et la défense des droits ainsi que des intérêts matériels et moraux, tant collectifs qu'individuels, des personnes mentionnées dans leurs statuts. Au sens strict, l'action syndicale se distingue de l'action politique.

### Transparence financière
La loi ajoute là un critère nouveau qui figurait, lui aussi, dans la position commune.
Elle introduit dans le Code du travail l'obligation de tenue d'une comptabilité pour tout syndicat constitué ainsi que des obligations en matière de certification et de publication des comptes des confédérations, fédérations, unions régionales et syndicats à partir d'un seuil de ressources fixé par décret,.

### Ancienneté
Si ce critère existait auparavant, il n'avait pas un caractère prépondérant : selon la jurisprudence, la création récente d'un syndicat pouvait être compensée par son nombre d'adhérents, son activité, l'expérience syndicale de ses dirigeants et son indépendance financière. Le caractère cumulatif des critères et la période minimale de deux ans exigés maintenant par la loi devraient donner plus de poids à ce critère.

### Influence
Elle se distingue de l'audience. Selon la Haute juridiction, « c'est l'influence du syndicat qui caractérise son implantation durable et effective dans une entreprise, l'influence s'entendant des résultats objectifs d'une activité authentiquement tournée vers la défense des intérêts des travailleurs et pas seulement de l'aptitude à faire connaître le syndicat. »

### Les effectifs d'adhérents et cotisations
Il s'agit des effectifs des adhérents comparés à l'effectif de l'entreprise et en fonction du taux de syndicalisation dans la profession. Les cotisations doivent être significatives.

### Audience

#### La mesure de l'audience
Le critère de l'audience est la clef de voûte de la réforme. Les élections professionnelles deviennent le passage obligé des syndicats pour prouver leur représentativité et pouvoir ensuite signer des accords engageant les salariés. La réforme introduit la notion d'une remise en cause périodique de cette représentativité : l'audience sera mesurée à chaque élection.

#### Représentativité au niveau de l'entreprise
Le critère d'audience est mesuré lors du premier tour des élections au comité social et économique ou au comité d'établissement.
À l'issue de ce 1er tour, pour qu'une organisation syndicale soit reconnue représentative dans l'entreprise, il faut, en plus des 6 autres critères, qu'elle ait recueilli au moins 10 % des suffrages exprimés.
Le texte précise que ce résultat s'apprécie « quel que soit le nombre de votants ». Peu importe donc que le quorum ait été atteint. La loi prévoit aussi que ce taux de 10 % peut être apprécié au niveau de la catégorie professionnelle pour les syndicats catégoriels.  

#### Représentativité au niveau des branches
Le critère d'audience pour la représentativité au niveau des branches professionnelles est mesuré par agrégation des résultats électoraux des entreprises de la branche. Une organisation syndicale doit recueillir au moins 8 % des suffrages exprimés pour être représentative dans la branche. Elle doit en outre disposer d'une implantation territoriale équilibrée au niveau de la branche.

#### Représentativité au niveau national
Le critère d'audience pour la représentativité au niveau national interprofessionnel est mesuré par agrégation de l'ensemble des résultats électoraux. Une organisation syndicale doit recueillir au moins 8 % des suffrages exprimés pour être représentative au niveau national interprofessionnel. Elle doit en outre être représentative à la fois dans des branches de l'industrie, de la construction, du commerce et des services.
Il est calculé par cycle de quatre ans et est le résultat de l’agrégation des scores enregistrés par les organisations syndicales lors des élections professionnelles aux comités sociaux et économiques organisées dans les entreprises d’au moins 11 salariés, de l’élection syndicale TPE, organisée auprès des salariés des entreprises de moins de 11 salariés et des employés à domicile et des élections aux chambres départementales d’agriculture, pour les salariés de la production agricole.

### Les effets de la représentativité
Les syndicats reconnus représentatifs disposent de prérogatives exclusives quant aux moyens dont ils disposent dans l'entreprise et a la faculté de négocier des accords collectifs.

#### Désignation d'un délégué syndical
Seule une organisation syndicale représentative, peut, quand elle constitue une section syndicale, désigner un salarié, délégué syndical.
Cette personne doit impérativement (dans les entreprises ou établissements de plus de cinquante salariés) :
1. Avoir 18 ans révolus, travailler dans l'entreprise depuis un an au moins et n'avoir fait l'objet d'aucune interdiction, déchéance ou incapacité relatives à ses droits civiques. Ce délai est réduit à 4 mois en cas de création d'entreprise ou d'ouverture d'établissement (article L2143-1 du code du travail).
2. Avoir été candidat à une élection professionnelle au comité social et économique et avoir recueilli, en son nom, au moins 10 % des suffrages exprimés au premier tour[36].

La désignation du délégué syndical peut intervenir lorsque l'effectif de cinquante salariés ou plus a été atteint pendant 12 mois consécutifs ou non au cours des trois années précédentes (article L2143-3 al.3 du code du travail).
Dans les établissements de moins de cinquante salariés :
1. Un délégué du personnel en exercice peut être désigné délégué syndical par les syndicats représentatifs dans l'établissement ou dans l'entreprise (article L2143-6 du code du travail).

Les règles de la représentativité du syndicat sont aménagées lors de la désignation d'un délégué syndical central dans les entreprises de plus de 2 000 salariés.

#### Capacité à négocier
Seules les organisations syndicales représentatives peuvent, normalement, signer des accords collectifs.

#### Conditions de validité des accords collectifs

##### Convention et accord d'entreprise ou d'établissement
Depuis le 1er janvier 2009, les modalités de négociation et les conditions de validité d'un tel accord, définies par les dispositions de la loi du 20 août 2008, sont fonction de la présence de délégués syndicaux.
Entreprises pourvues d'un ou plusieurs délégués syndicaux
La validité de l'accord est subordonnée : 
1. à sa signature par une ou plusieurs organisations syndicales de salariés représentatives ayant recueilli au moins 30 % des suffrages exprimés au premier tour des dernières élections des titulaires au comité d'entreprise ou de la délégation unique du personnel ou, à défaut, des délégués du personnel, quel que soit le nombre de votants ;
2. à l'absence d'opposition, dans les 8 jours, d'une ou de plusieurs organisations syndicales de salariés représentatives ayant recueilli la majorité des suffrages exprimés à ces mêmes élections, quel que soit le nombre de votants.

Entreprises non pourvues de délégués syndicaux

## Représentativité syndicale dans le secteur privé depuis 2008
Les organisations représentatives sont indiquées en gras.
| Syndicats               | Voix obtenues | % obtenus | Poids relatif |
| CGT                     | 1 355 927,54  | 26,77     | 30,62         |
| CFDT                    | 1 317 111,84  | 26,00     | 29,74         |
| FO                      | 807 434,60    | 15,94     | 18,23         |
| CFE-CGC                 | 477 459,52    | 9,43      | 10,78         |
| CFTC                    | 470 824,51    | 9,30      | 10,63         |
| UNSA                    | 215 696,14    | 4,26      | /             |
| Solidaires              | 175 557,67    | 3,47      | /             |
| Autres listes (< à 1 %) | 223 513,69    | 4,40      | /             |
|                         |               |           |               |
| Inscrits                | 12 755 317    | 100       | /             |
| Exprimés                | 5 064 920     | 39,71     | /             |

| Syndicats               | Voix obtenues | % obtenus | Poids relatif |
| CFDT                    | 1 382 646,70  | 26,39     | 30,33         |
| CGT                     | 1 302 775,50  | 24,85     | 28,56         |
| FO                      | 817 570,38    | 15,60     | 17,93         |
| CFE-CGC                 | 559 304,51    | 10,69     | 12,28         |
| CFTC                    | 497 361,18    | 9,48      | 10,90         |
| UNSA                    | 280 554,56    | 5,35      | /             |
| Solidaires              | 181 405,44    | 3,46      | /             |
| Autres listes (< à 1 %) | 209 226,86    | 3,99      | /             |
|                         |               |           |               |
| Inscrits                | 13 244 736    | 100       | /             |
| Exprimés                | 5 243 128     | 39,59     | /             |

| Syndicats               | Voix obtenues | % obtenus | Poids relatif |
| CFDT                    | 1 343 055,97  | 26,77     | 30,99         |
| CGT                     | 1 151 897,16  | 22,96     | 26,58         |
| FO                      | 764 329,75    | 15,24     | 17,64         |
| CFE-CGC                 | 597 777,70    | 11,92     | 13,80         |
| CFTC                    | 476 564,83    | 9,50      | 10,99         |
| UNSA                    | 300 391,32    | 5,99      | /             |
| Solidaires              | 184 513,47    | 3,68      | /             |
| Autres listes (< à 1 %) | 190 896,24    | 3,81      | /             |
|                         |               |           |               |
| Inscrits                | 14 118 287    | 100       | /             |
| Exprimés                | 5 016 355     | 35,53     | /             |

| Syndicats               | Voix obtenues | % obtenus | Poids relatif |
| CFDT                    |               | 26,58     | 30,83         |
| CGT                     |               | 22,21     | 25,76         |
| FO                      |               | 14,91     | 17,29         |
| CFE-CGC                 |               | 12,95     | 15,02         |
| CFTC                    |               | 9,58      | 11,10         |
| UNSA                    |               | 6,45      | /             |
| Solidaires              |               | 3,75      | /             |
| Autres listes (< à 1 %) |               | 3,57      | /             |
|                         |               |           |               |
| Inscrits                |               | 100       | /             |
| Exprimés                | 5 191 216     | 36,5      | /             |

## Dans la fonction publique en France
Les cinq confédérations qui bénéficient de la présomption irréfragable de représentativité et la Fédération de l'Éducation nationale (FEN) (majoritaire dans la fonction publique d'Etat) ont longtemps formé les syndicats majeurs de la fonction publique française. Il n'existait pas de critère officiel de représentativité jusqu'en 1996. Après les grèves de 1995 et de l'éclatement de la FEN, le gouvernement Juppé (par le ministre de la fonction publique, Dominique Perben) a proposé de nouvelles règles : pour être considéré comme représentatif, il faut dépasser le seuil des 3 % des suffrages dans chacune des trois fonctions publiques (fonction publique d'État, fonction publique hospitalière, fonction publique territoriale).
Représentativité nationale dans la fonction pubique en 2022:
| Syndicats     | Voix obtenues | % obtenus | Variation sur 2018 |
| CFDT          | 398,7         | 18,6      | moins 0.4          |
| CGT           | 442,2         | 20.0      | moins 1.0          |
| FO            | 402,9         | 18,7      | plus 0.6           |
| CFE-CGC       | 83 000        | 3,9       | plus 0.9           |
| CFTC          | 57 900        | 2,7       | moins 0.2          |
| UNSA          | 250,500       | 11,9      | plus 0.5           |
| Solidaires    | 124,500       | 5,8       | moins 0.6          |
| FA-FP         | 65,600        | 3,1       | moins 0.4          |
| FGAF          | 6 000         | 0,3       | stable             |
| Autres listes | 114,500       | 5,3       | /                  |
|               |               |           |                    |
| Inscrits      | 5 163,911     | 100       | /                  |
| Exprimés      | 2 149,000     | 43,7      | /                  |

L'UNSA a vite obtenu sa reconnaissance, la FSU plus difficilement, SUD/Solidaires en a été tenu un temps à l'écart. Bien que semblant répondre aux critères, SUD/Solidaires a été, en novembre 2004, débouté de cette reconnaissance de représentativité avant que, le 21 décembre 2006, le Conseil d'État ne finisse par la lui reconnaître.
Ces huit organisations sont donc représentées au Conseil supérieur de la fonction publique de l'État.
Depuis l'entrée en vigueur de la loi de transformation de la fonction publique de 2019, la représentativité se mesure par l'obtention d'au moins un siège : 
- au niveau national, au Conseil commun de la fonction publique ou à l'un des conseils supérieurs ;
- aux autres niveaux, au comité social compétent pour les agents concernés[44].

Depuis les élections professionnelles de décembre 2022, la CFTC a perdu son siège et n'est donc plus représentative dans la fonction publique, contrairement à : CGT, FO, CFDT,UNSA, FSU, Solidaires, CGC et FA FP (par ordre décroissant). Certaines organisations ne sont pas représentatives dans tous les versants de la Fonction Publique : par exemple la FSU est absente de la Fonction Publique Hospitalière mais est désormais représentative dans la Territoriale, contrairement à Solidaires.
Dans les entreprises publiques, les grèves doivent être précédées d'un préavis déposé par une organisation syndicale représentative.

## Représentativité dans le «syndicalisme» étudiant en France
Les critères de représentativité des associations d'étudiants ont été déterminés par la loi Jospin en 1989.
Sont regardées comme représentatives celles qui ont pour objet la défense des droits et intérêts matériels et moraux, tant collectifs qu'individuels, des étudiants et, à ce titre, siègent au CNESER ou au conseil d'administration du CNOUS. Ces conseils étant renouvelés tous les deux ans.[réf. nécessaire]
Actuellement, cinq organisations étudiantes sont considérées comme représentatives en France en raison de leurs résultats électoraux :
- Fédération des associations générales étudiantes (FAGE)
- Union nationale des étudiants de France (UNEF)
- Union Nationale Inter-Universitaire (UNI)
- Union étudiante[48]
- Coordination Féministe, Antiraciste et Écologiste - Etudiant-es Solidaires[49]

## Représentativité des organisations patronales
Les différents rapports et projets de loi sur la représentativité syndicale n'ont, jusqu'à présent, jamais remis en question la représentativité des principales organisations patronales existantes, ce que contestent des organisations comme la CEDI.
Le MEDEF est, aujourd'hui encore, en position dominante mais il ne tire sa légitimité, tout comme les autres organisations patronales (CPME, U2P, etc.) d'aucune élection en dehors des élections prud'homales où, dans certains conseils, les alliances entre organisations ne facilitent pas la lisibilité de cette représentativité. Les élections de 2008 ont d'ailleurs vu le MEDEF et ses alliés perdre de façon significative de leur audience face, notamment, aux organisations de l'économie dite « sociale et solidaire », unies dans des listes nommées « Employeurs de l'économie sociale ».
La représentativité des organisations patronales au niveau interprofessionnel dépend de la compétence du Premier ministre tandis que pour les organisations professionnelles au niveau des branches la représentativité est accordée après enquête administrative du ministère du Travail sur le champ concerné. Le débat sur la représentativité des organisations patronales se heurte à plusieurs difficultés comme la prise en compte des entreprises qui adhèrent à plusieurs organisations (par exemple au niveau national et au niveau local ; ainsi un patron d'entreprise peut en plus de sa fédération professionnelle adhérer à l'un des 155 MEDEF territoriaux) et le fait de savoir dans quelle mesure il faut prendre en compte le nombre de salariés employés plutôt que le nombre d'employeurs.

## Collectivités ultra-marines

### Polynésie française
Les critères de représentativité sont fixés par le titre II du livre II du code du travail local. Ils sont sensiblement les mêmes qu'en métropole, bien que le respect des valeurs républicaines ne soit pas explicitement mentionné.
| Syndicats                                                                            | Voix obtenues | % obtenus |
| Confédération des syndicats des travailleurs de Polynésie / Force ouvrière (CSTP/FO) | 9 166         | 25,74     |
| Confédération A Tia I Mua (apparentée à la CFDT)                                     | 6 878         | 19,31     |
| Confédération des syndicats indépendants de Polynésie (CSIP)                         | 6 518         | 18,30     |
| Confédération Otahi                                                                  | 6 495         | 18,24     |
| Confédération O Oe To Oe Rima                                                        | 3 698         | 10,38     |

### Nouvelle-Calédonie
Les critères de représentativité sont établis par le chapitre II du titre II du livre III du code du travail local et sont également semblables aux critères nationaux, sauf la mention des valeurs républicaines qui n'est pas exprimée. En outre, le seuil de représentativité est fixé à 5 %. 
Les syndicats reconnus représentatifs en Nouvelle-Calédonie sont : 
- Union territoriale de la Confédération française de l'encadrement - Confédération générale des cadres (UT CFE-CGC)
- Union des syndicats des ouvriers et employés de Nouvelle-Calédonie (USOENC)
- Union syndicale des travailleurs kanaks et des exploités (USTKE)
- Fédération des syndicats de fonctionnaires, agents et ouvriers de la fonction publique et para-publique (LA FÉDÉ, ex FSFAOSP)
- Confédération générale des travailleurs de Nouvelle-Calédonie (COGETRA-NC)
- Confédération syndicale des travailleurs de Nouvelle-Calédonie (CSTNC).
- Confédération des syndicats des travailleurs de Calédonie (CSTC-FO)